# Erdei vattafarkúnyúl
A erdei vattafarkúnyúl más néven tapeti (Sylvilagus brasiliensis) az emlősök (Mammalia) osztályának a nyúlalakúak (Lagomorpha) rendjébe, ezen belül a nyúlfélék (Leporidae) családjába tartozó faj.

## Előfordulása
Közép- és Dél-Amerika erdeiben és pampáin található meg. Elterjedése Dél-Mexikótól Észak-Argentínáig tart.

## Megjelenése
A tapeti egy közepese méretű nyúl, testtömege 700-1000 g. A szőrzete sárgásbarna, de előfordulnak sötétebb vagy vöröses szőrű példányok is.

## Életmódja
Éjjel aktív állat. Tápláléka levelek.

## Szaporodása
A párzási időszak augusztustól szeptemberig tart. A vemhesség 26-30 napig tart, ennek végén a nőstény 1-6 kölyköt fial. 14-18 naposan kerül sor az elválasztásra. A kölykök 23-30 naposan érik el a kifejlett állatok testméretét.